# Seminario Teológico Bautista de Nueva Orleans
El Seminario Teológico Bautista de Nueva Orleans (inglés: New Orleans Baptist Theological Seminary) es un seminario bautista, en Nueva Orleans, Louisiana, Estados Unidos. Está afiliado a la Convención Bautista del Sur. 

## Historia

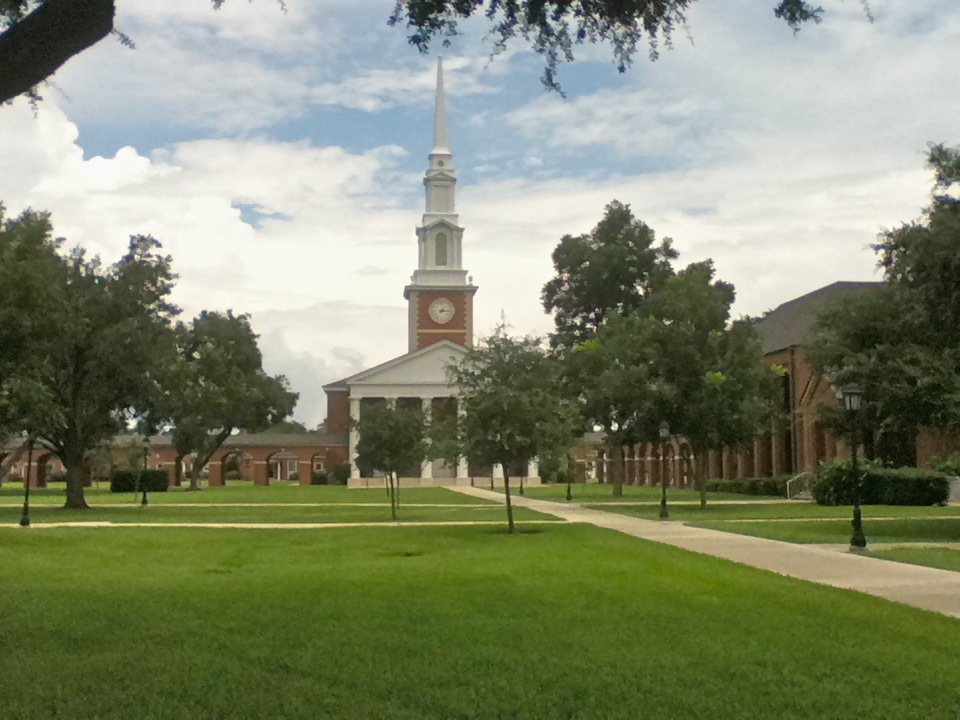
Capilla

La escuela fue fundada en 1917 por la Convención Bautista del Sur como el Instituto Bíblico Bautista. En 1946 se convirtió en seminario y tomó su nombre actual. En 1953, se mudó al vecindario Gentilly Terrace de Nueva Orleans. En 1995, un campus se estableció en la Penitenciaría Estatal de Luisiana siguiendo una invitación del director de la prisión, Burl Cain. La escuela ha contribuido a una reducción significativa en la tasa de violencia en la prisión. En 2019, la escuela ocupó el octavo lugar entre los seminarios evangélicos en los Estados Unidos en inscripción con 873 estudiantes de tiempo completo. Para el 2022, había abierto 6 planteles en cárceles de diferentes estados. Para el curso 2021-2022 contó con 2.004 alumnos.